# Pumarega (Castroverde)
Pumarega (llamada oficialmente Santa Mariña da Pumarega) es una parroquia y una aldea española del municipio de Castroverde, en la provincia de Lugo, Galicia.

## Organización territorial
La parroquia está formada por cuatro entidades de población, constando dos de ellas en el nomenclátor del Instituto Nacional de Estadística español:
- A Pumarega
- Casullao
- Faxilde
- Feirobal

## Demografía

### Parroquia
| Gráfica de evolución demográfica de Pumarega (parroquia) entre 2000 y 2019 |
|                                                                            |
| Datos según el nomenclátor publicado por el INE.                           |

### Aldea
| Gráfica de evolución demográfica de A Pumarega (aldea) entre 2000 y 2019 |
|                                                                          |
| Datos según el nomenclátor publicado por el INE.                         |